# (15161) 2000 FQ48
2000 أف كيو 48 (ويعرف أيضًا باسم (15161) 2000 أف كيو 48 وفق تسمية الكوكب الصغير) (بالإنجليزية: 2000 FQ48)‏ هو كويكب ضمن حزام الكويكبات؛ وترتيبه 15161 من حيث الاكتشاف.
اكتُشف هذا الجُرم الفلكي بواسطة بحث لنكولن عن الكويكبات القريبة من الأرض في 30 مارس 2000.

## وصلات خارجية
- (15161) 2000 FQ48 في قاعدة بيانات مختبر الدفع النفاث لأجرام النظام الشمسي الصغيرة

- الاكتشاف · مخطط المدار ·  العناصر المدارية · المعلمات المادية

- (15161) 2000 FQ48 على موقع ويكي سكاي: DSS2, SDSS, GALEX, IRAS, Hydrogen α, X-Ray, Astrophoto, Sky Map, Articles and images